# Piraten im karibischen Meer
Piraten im karibischen Meer (Originaltitel: Reap the Wild Wind) ist ein US-amerikanischer Abenteuerfilm aus dem Jahr 1942 mit Ray Milland, John  Wayne und Paulette Goddard in den Hauptrollen. Die Paramount-Produktion wurde in Technicolor gedreht.

## Handlung
Der Film spielt an der Küste Floridas im Jahre 1840. Die Eisenbahn steht zu dieser Zeit als Transportmittel noch am Anfang ihrer Entwicklung. Segelschiffe sind weiterhin das wichtigste Transportmittel, um die USA zu versorgen. Das karibische Meer ist jedoch anfällig für heftige Stürme, und so erleiden viele Schiffe Schiffbruch. In Key West gibt es zahlreiche Kapitäne, die davon leben, die Waren zu bergen, aber auch Piraten, die Schiffsunglücke vorsätzlich verursachen. King Cutler ist der Kopf der Piraten von Key West. Er ist auch verantwortlich für das Unglück eines Schiffes des Reeders Devereaux. Verursacher des Unglücks war der erste Offizier des Schiffes, Mathias Widgeon, der im Auftrag Cutlers handelte und den Kapitän des Schiffes, Jack Stuart, unschädlich machte. Cutler steht mit seinem Bruder Dan bereit, um die Ware zu bergen. Der redliche Kapitän Philpott kommt mit der Schiffseignerin Loxi Claiborne zu spät. Sie können nur noch die Besatzung retten, so auch den bewusstlosen Jack Stuart. Im Hause der Claibornes wird Jack Stuart gesund gepflegt und Loxi verliebt sich in ihn. Sie erfährt von ihm, dass er den Wunsch hat, Kapitän des einzigen Dampfschiffes der Reederei zu werden und nach dem Tod des alten, kranken Devereaux die Firma zu übernehmen. Sein größter Konkurrent dabei ist der Anwalt Steve Tolliver.
Die Firma Devereaux hat ihren Sitz im eleganten Charleston. Loxi fährt dorthin zu ihren Verwandten und mit dem Ziel Stuart zu helfen. Bei ihrer Ankunft trifft sie erstmals bei einer Party auf Steve Tolliver, der sich in die temperamentvolle junge Dame verliebt. Loxi nutzt dies aus, um sein Vertrauen zu gewinnen und damit Jack Stuart zu unterstützen. Stuart dagegen wird zum Schein degradiert, soll aber letztlich das Kommando über das Dampfschiff Southern Cross erhalten. Bis es dazu jedoch kommt, will Steve Tolliver nach Key West reisen, um die Unschuld Stuarts an dem Unglück zu beweisen und die Piraten zur Strecke zu bringen.
Tolliver trägt die Kommandopapiere für die Southern Cross für Stuart bei sich, als er nach Key West kommt. Als Stuart sie zufällig findet, wittert er ein Komplott des Konkurrenten um die Firma und um Loxi. Er geht zu King Cutler und erhält von diesem die Information, dass der alte Devereaux gestorben und Tolliver der neue Chef sei. Cutler versetzt ihn in Wut und Stuart macht von nun an mit ihm gemeinsame Sache. Er übernimmt die Southern Cross in Havanna mit dem Plan sie zu versenken.
In Havanna lebt Loxis Cousine Drusilla Alston, die in den jungen Dan Cutler verliebt ist. Sie möchte mit der Southern Cross nach Key West reisen, um ihren Geliebten wiederzusehen. Stuart verweigert ihr dies, bemerkt allerdings nicht, dass sie als blinder Passagier an Bord bleibt. Tolliver schöpft dagegen Verdacht, dass Stuart nun für Cutler arbeitet und versuchen wird, die Southern Cross zu versenken. Gemeinsam mit Kapitän Philpott und Loxi fährt er der Southern Cross entgegen. Loxi ist jedoch weiterhin von der Unschuld Stuarts überzeugt und verhindert die rechtzeitige Ankunft in Havanna. An den Riffen vor Key West werden sie Zeuge des Schiffsunglücks.
Stuart wird in Key West angeklagt. Bei der Verhandlung stellt sich heraus, dass ein Heizer zum Zeitpunkt des Unglücks einen Frauenschrei gehört hat. Sollte sich dies als richtig erweisen, würde die Anklage auf Mord erweitert. Die Hinweise deuten auf Drusilla Alson, was den jungen Dan verzweifeln lässt. Stuart und Tolliver sollen zum Wrack tauchen, um den Tod von Drusilla zu bestätigen. Bei dem Tauchgang finden sie tatsächlich den Schal von Drusilla. Als ein Riesenkrake Tolliver angreift, rettet Stuart ihm das Leben, kommt aber anschließend selbst dabei um. Als Tolliver zurück an Bord geholt wird, erkennt Dan den Schal Drusillas und stellt seinen Bruder King Cutler zur Rede. Dieser erschießt daraufhin seinen kleinen Bruder und wird anschließend selbst erschossen. Steve Tolliver kann am Ende das Herz Loxis für sich gewinnen.

## Synchronisation
Die deutsche Synchronfassung entstand 1951 nach einem Dialogbuch von Edith Schultze-Westrum unter der Regie von Hans Hinrich bei der Ultra Film Synchron GmbH in München.
| Rolle               | Darsteller       | Synchronsprecher |
| ------------------- | ---------------- | ---------------- |
| Steve Tolliver      | Ray Milland      | Paul Klinger     |
| Jack Stuart         | John Wayne       | Peter Pasetti    |
| Loxi Claiborne      | Paulette Goddard | Ilse Werner      |
| King Cutler         | Raymond Massey   | Hans Hinrich     |
| Dan Cutler          | Robert Preston   | Wolfgang Preiss  |
| Captain Philpott    | Lynne Overman    | Bruno Hübner     |
| Drusilla Alston     | Susan Hayward    | Elfie Beyer      |
| Maat Brown          | Charles Bickford | Anton Reimer     |
| Commodore Devereaux | Walter Hampden   | Otto Wernicke    |
| Tante Henrietta     | Hedda Hopper     | Gertrud Spalke   |
| Prolog-Sprecher     | Cecil B. DeMille | Hans Hinrich     |

## Kritiken
- „(…) Waynes einzige Bösewicht-Rolle; DeMilles Regie pompös und effektsicher.“ (Wertung: 3 Sterne = sehr gut) – Adolf Heinzlmeier und Berndt Schulz in Lexikon „Filme im Fernsehen“ (Erweiterte Neuausgabe). Rasch und Röhring, Hamburg 1990, ISBN 3-89136-392-3, S. 645

- „Fesselnder, in Besetzung wie Ausstattung gleichermaßen aufwendiger Abenteuerfilm.“ – Lexikon des internationalen Films[4]

- „Meisterliche Darsteller, Fotografie und Farbe hervorragend, besonders imposant die kühnen Unterwasseraufnahmen.“ – Main-Echo, Aschaffenburg

- „Ein aufwendiger Buntfilm, in dem alle Register amerikanischer Abenteuerlichkeit gezogen werden.“ – 6000 Filme. Kritische Notizen aus den Kinojahren 1945 bis 1958. Handbuch V der katholischen Filmkritik, 3. Auflage, Verlag Haus Altenberg, Düsseldorf 1963, S. 337

## Auszeichnungen
- Oscar in der Kategorie Beste visuelle Effekte.